# Jockel Stahl
Hans Joachim „Jockel“ Stahl (* 20. September 1911 in Kranichbruch bei Insterburg, Ostpreußen; † 28. April 1957 in Berlin) war ein deutscher Tänzer.

## Leben
Stahl erhielt seine tänzerische Ausbildung bei Max Terpis und an der Schule der Städtischen Oper Berlin. Die Städtische Oper wurde dann auch bis zu seinem Tod sein wichtigstes Betätigungsfeld als Charaktertänzer.
Zu seinen bedeutendsten Rollen gehörten die Titelfigur in Jens Keiths Der Dämon, Faust in Janine Charrats Abraxas und der König in Tatjana Gsovskys Hamlet und Bolero. Er war auch ein beliebter Clowndarsteller und trat zusammen mit seiner Frau Liselotte Köster bei zahlreichen Matineen und Tourneen auf.
1940 kam er als Tanzpartner von Marika Rökk zum Film. In den folgenden Jahren war er immer wieder mit Tanzeinlagen in Filmen zu sehen, wo meist Liselotte Köster seine Partnerin war. Zuletzt arbeitete er als Choreograf.

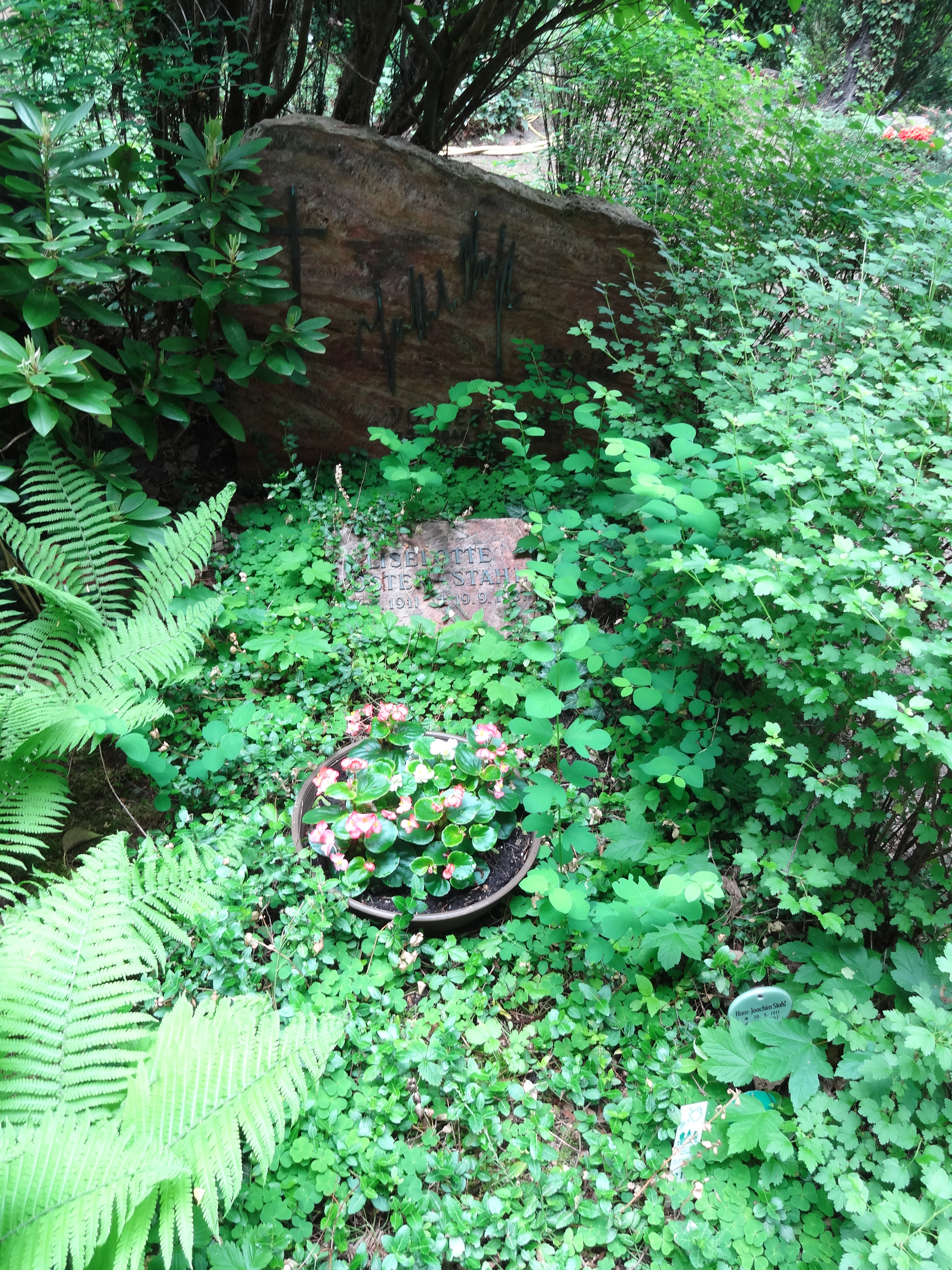
Grab von Jockel Stahl auf dem Friedhof Heerstraße in Berlin-Westend

Jockel Stahl starb im April 1957 im Alter von 45 Jahren in Berlin. Seine letzte Ruhe fand er auf dem landeseigenen Friedhof Heerstraße in Berlin-Westend (Grablage: 18-L-4). Die Witwe Liselotte Köster-Stahl wurde 1987 an seiner Seite beigesetzt.
Sein Nachlass befindet sich im Deutschen Tanzarchiv Köln.

## Filmografie
- 1940: Kora Terry
- 1941: Tanz mit dem Kaiser
- 1943: Liebeskomödie
- 1943: Akrobat schö-ö-ö-n
- 1949: Die Buntkarierten
- 1951: Es geht nicht ohne Gisela
- 1951: Die verschleierte Maja
- 1952: Tanzende Sterne
- 1952: Der Fürst von Pappenheim
- 1952: Königin der Arena
- 1953: Wenn der weiße Flieder wieder blüht
- 1954: Geld aus der Luft
- 1954: Alles für dich, mein Schatz
- 1954: Himmlische Musik
- 1955: Ja, ja, die Liebe in Tirol
- 1955: Der Struwwelpeter (nur Choreografie)
- 1956: Charleys Tante (nur Choreografie)